# USS Yorktown (CV-10)
«Йорктаун» (англ. USS Yorktown (CV-10)) — важкий ударний авіаносець США періоду Другої світової війни типу «Ессекс». Це був четвертий корабель з такою назвою у флоті США.

## Історія створення

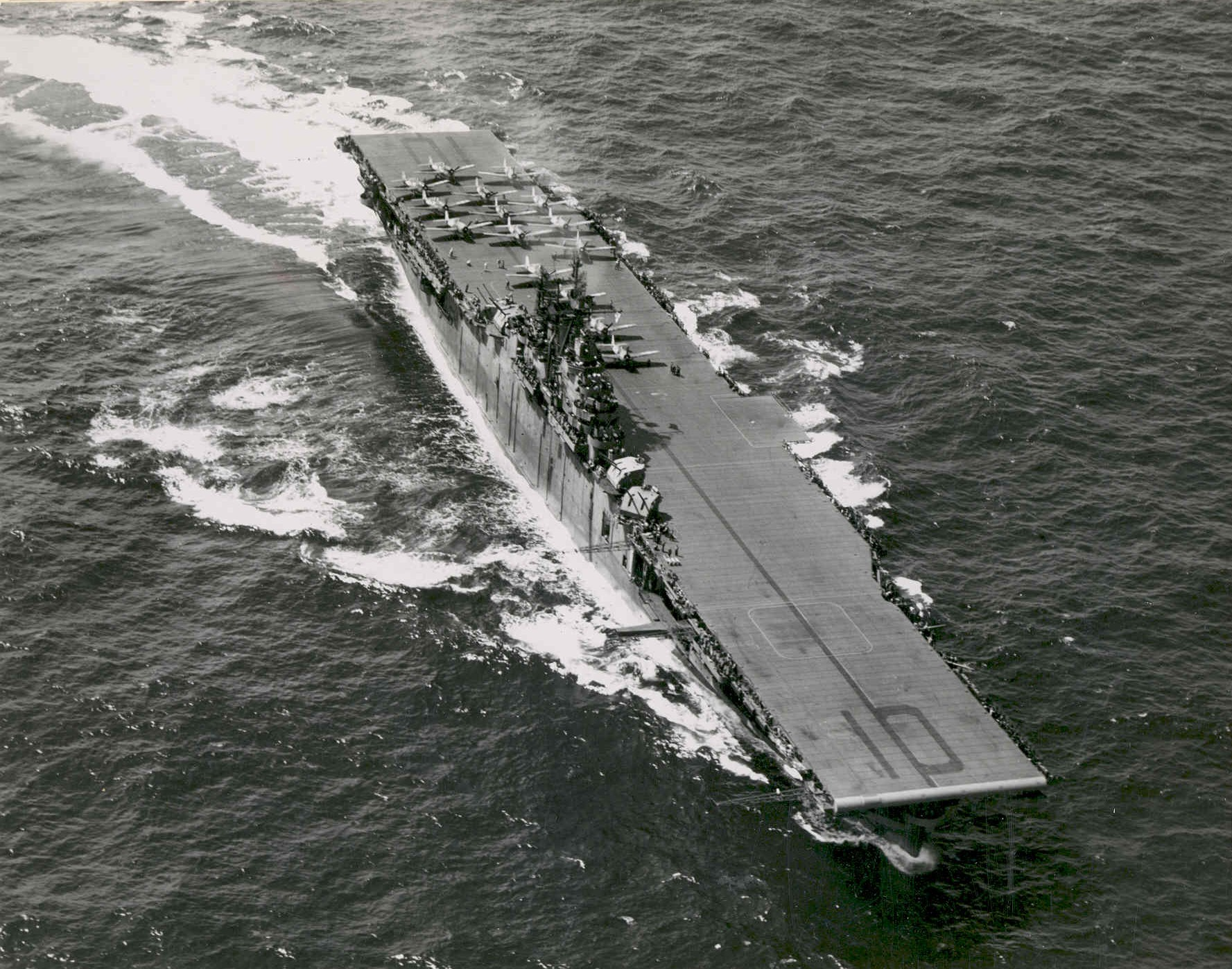
«Йорктаун» у 1943 році

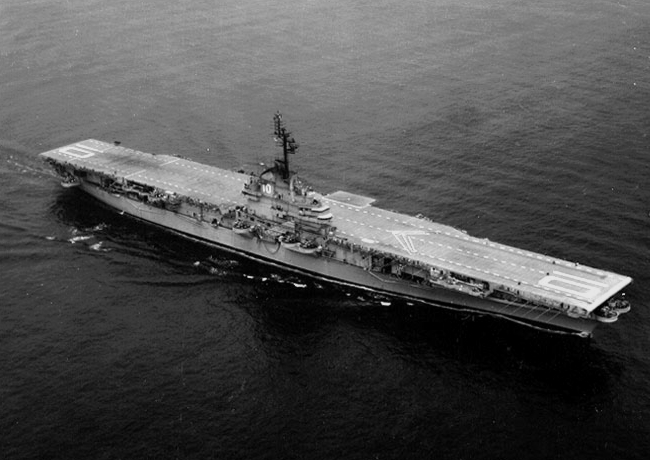
«Йорктаун» після модернізації за програмою SCB-27A, 1953 рік

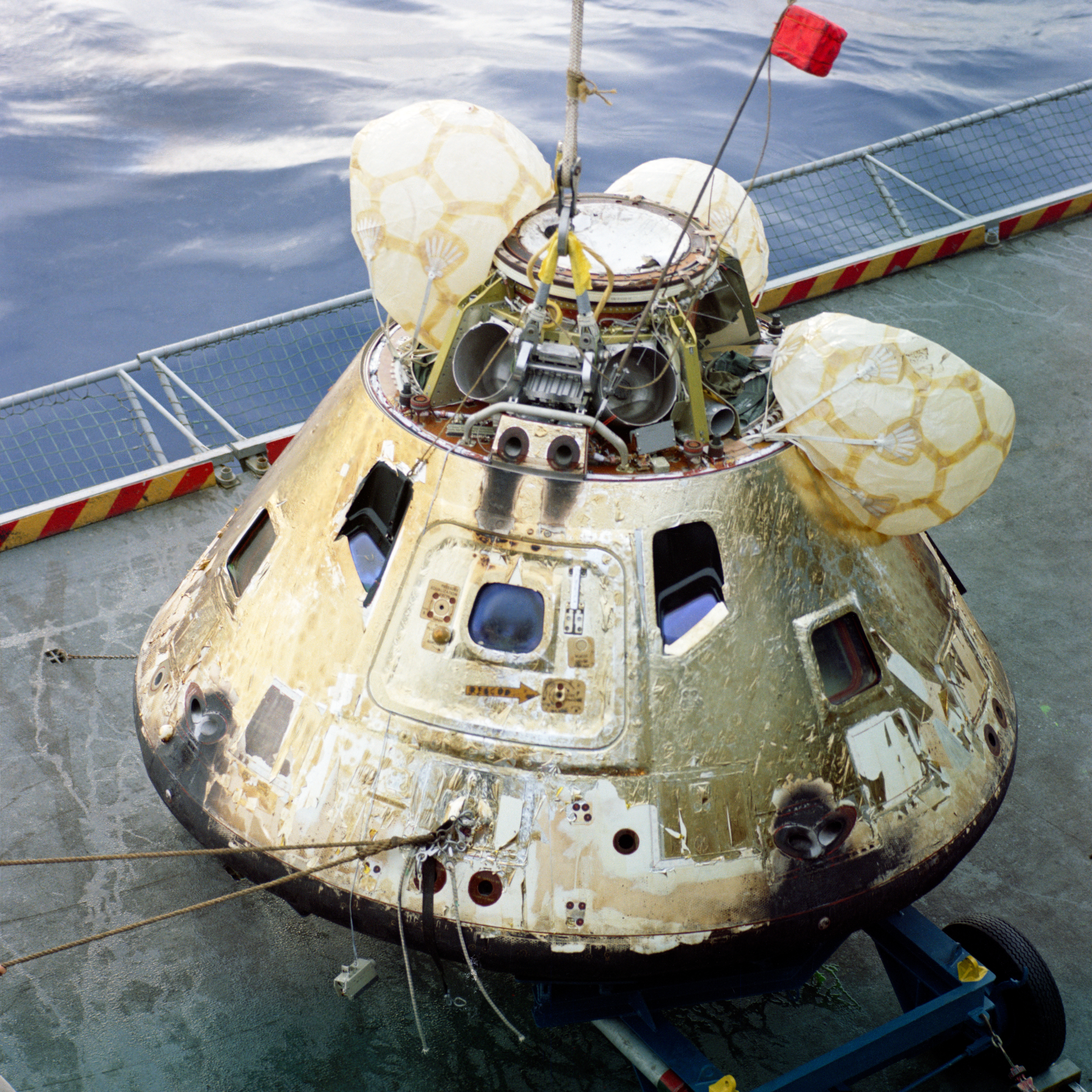
Командний модуль «Аполлона-8» на палубі «Йорктауна»

Авіаносець «Йорктаун» був закладений 1 грудня 1941 року під назвою «Бон Омм Річард» (англ. Bon Homme Richard) на верфі Newport News Shipbuilding у місті Ньюпорт-Ньюс, штат Вірджинія. 26 вересня 1942 року перейменований у «Йорктаун», на честь однойменного авіаносця, який загинув у червні цього ж року в битві за Мідвей.
Спущений на воду 21 січня 1943 року, вступив у стрій 15 квітня 1943 року.

## Історія служби

### Друга світова війна
«Йорктаун» прибув у Перл-Гарбор 24 липня 1943 року, де діяв з авіагрупою CVG-5. У рамках підготовки бойових екіпажів разом з авіаносцями «Ессекс» та «Індепенденс» здійснив рейди на острови Маркус (31.08.1943) та Вейк (05-06.10.1943).
Першими серйозними операціями авіаносця були вторгнення на атоли Тарава та Макін (Острови Гілберта), яке почалось 19 листопада 1943 року, та на Маршаллові Острови (29.01-26.02.1944). Потім «Йорктаун» завдавав ударів по японських базах на островах Палау (30.03-01.04.1944), забезпечував висадку десантів в районі Голландія (о. Нова Гвінея) (21-29.04.1944), здійснив рейд на Трук (29.30.04.1944).
29 травня 1944 року «Йорктаун» прийняв авіагрупу CVG-1, після чого брав участь у висадці десанту на Маріанські острови та битві у Філіппінському морі (19-20.06.1944), у якій літаки з «Йорктауна» серйозно пошкодили японський авіаносець «Дзуйкаку».
Завдавав ударів по островах Бонін та Каролінських островах (21.07-02.08.1944).
З серпня по жовтень 1944 року авіаносець пройшов ремонт у США, після чого діяв у складі 3-го флоту США, маючи на борту авіагрупу CVG-3 (з 6 березня 1945 року — CVG-9). Завдавав ударів по аеродромах на островах Лусон (11-18.12.1944), здійснив рейд на японські авіабази на островах Формоза, Рюкю, Лусон, в Індокитаї та Гонконгу (30.12.1944-22.01.1945).
Здійснив нальоти на Токіо, Йокогаму, забезпечував висадку десанту на Іодзіму (11.02-02.03.1945), потім новий наліт на Токіо та військово-морську базу в Куре (14-19.03.1945).
18 березня 1945 року авіаносець був легко пошкоджений авіабомбою з японського літака D4Y, яка пробила мостик, палубу та вибухнула біля борту, внаслідок чого загинуло 5 та було поранено 26 чоловік.
Далі авіаносець завдавав ударів по японських аеродромах на островах Окінава, Рюкю та Кюсю (29-31.03.1945), брав участь у десантній операції на Окінаві (01.04-13.06.1945) та потопленні лінкора «Ямато» (07.04.1945), під час якого літаки з «Йорктауна» потопили японський легкий крейсер «Яхагі».
Пройшовши у червні-липні 1945 року огляд на тимчасовій базі на атолі Уліті, «Йорктаун» повернувся на ТВД, де діяв з авіагрупою CVG-88, завдаючи ударів по Токіо, Кобе, Нагої, Куре, Майдзуру, Хоккайдо (10-18.07; 24-30.07 та 09-15.08.1945 ).
За роки війни літаки з «Йорктауна» збили 504 літаки японців.
9 січня 1947 року авіаносець «Йорктаун» був виведений у резерв.

### Післявоєнна служба
З березня 1951 року по січень 1953 року на верфі Puget Sound Naval Shipyard (П'юджет-Саунд) «Йорктаун» пройшов модернізацію за програмою SCB-27A, після чого 2 січня 1953 року знову вступив у стрій. 1 жовтня 1953 року перекласифікований у CVA-10.
З березня по жовтень 1955 року авіаносець там же пройшов модернізацію за програмою SCB-125, внаслідок якої отримав кутову політну палубу.
Знову вступив у стрій у жовтні 1955 року і був включений до складу 7-го флоту США. 1 вересня 1957 року перекласифікований у CVS-10.
«Йорктаун» брав участь у війні у В'єтнамі, здійснивши 3 походи на ТВД (23.10.1964-16.05.1965, 06.01.1966-27.07.1966, 28.12.1967-05.07.1965).
Модернізований за програмою FRAM (бюджет 1966 року).
27 грудня 1968 року авіаносець «Йорктаун» забезпечував посадку космічного корабля Аполлон-8 з трьома астронавтами на борту, які здійснили політ навколо Місяця.
У 1969 році авіаносець був переведений до складу Атлантичного флоту США.
27 червня 1970 року «Йорктаун» був виведений з бойового складу флоту. 1 червня 1973 року виключений зі списків флоту.
Авіаносець перетворений на корабель-музей у Чарлстоні, Південна Кароліна. Відкритий 13 листопада 1975 року.
У 1986 році кораблю присвоєно статус Національного історичного пам'ятника.

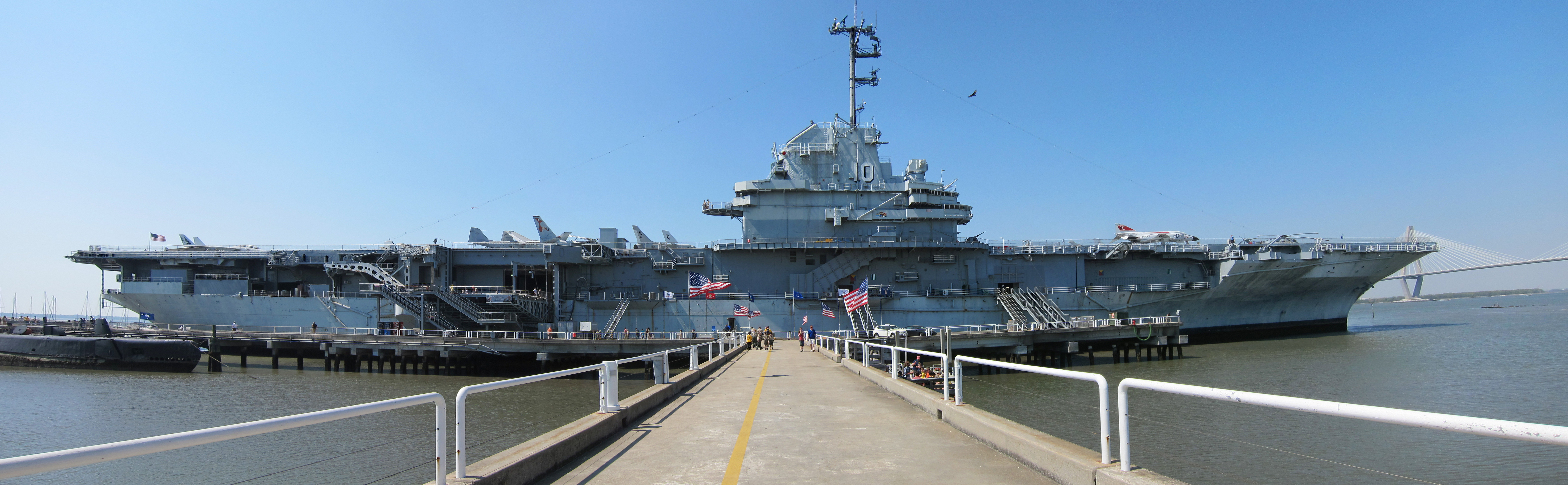
Panoramic image of Yorktown at Patriots Point

## У популярній культурі
- Авіаносець «Йорктаун» був знятий у фільмі «Тора! Тора! Тора!» у ролі японського авіаносця (1970 рік).
- Також «Йорктаун» був знятий у фільмі «Філадельфійський експеримент» (1984 рік).